# Štadión Pasienky
Štadión Pasienky (słow. Štadión Futbalového klubu Inter Bratislava a.s. na Pasienkoch) – stadion sportowy w Bratysławie na Słowacji, na którym swoje mecze rozgrywają piłkarskie drużyny FC Petržalka 1898, Inter Bratysława oraz Slovan (od 2009 roku).

## Parametry obiektu
- Pojemność: 11.591
- Kryta trybuna: 2000
- Miejsca dla VIP-ów: 112
- Miejsca dla prasy: 126
- Moc oświetlenia: 1 200 lx
- Adres: Junácka 10, 832 84 Bratislava